# 庄司宇芽香
庄司宇芽香（日语：／ Shōji Umeka，1985年8月20日—）為日本女性聲優。擅長配少年、少女、女性的聲音。

## 出演作品

### 電視動畫
2006年
- 金色琴弦〜primo passo〜（森真奈美、火原和樹〈中學時期〉、女學生、小孩）
- 死亡筆記本（女學生）
- 真仙魔大戰（仙女）
- 冒險王比特Excellion（男孩）

2007年
- 鬼太郎（2007年版）（小孩、阿菊、少女）
- 節哀唷♥二之宮同學（月村真由〈少女時期〉、仲丸雪繪）
- 光明之淚X風（カリス・フィリアス）
- 逮捕令（第三季）（女警官）
- 電腦線圈（電話的聲音）
- 物怪「化貓」篇（新聞社社員）
- 悲慘世界 少女珂賽特（女傭、少女）
- 魔法人力派遣公司（電台播音員）
- ONE PIECE（蘭、市民、婦人、戰士、小雞）

2008年
- 鋼鐵新娘（カイト・B・サウンズ）
- 櫻桃小丸子（廣明的母親〈第3代〉）
- 美肌一族（美肌沙羅）
- 新·安琪莉可Abyss（女學生）
- 墓場鬼太郎（老婆婆）
- 伯爵與妖精（貴婦人）
- 虎子（同班同學C）
- 波菲的漫長旅程（娜麗莎、賣花女孩）
- 魔法使的條件（齊木優香、權田澪菜、公車的女乘客）
- 魯邦三世sweet lost night 〜魔法之燈與惡夢的預感〜（亞當〈小孩時期〉）
- 魔法人力派遣公司（人魚）

2009年
- 怪談餐館（講電話的女生）
- 你好 安妮 ～Before Green Gables（貴婦人、吉莉安）
- 戰場女武神（霍馬‧皮爾羅尼）

2010年
- BB戰士三國傳（小孩、母親）
- 聖痕鍊金士（警衛、女學生A）
- 青春CUP（千草）
- 爆丸（安妮）
- 七龍珠改（新聞女主播）

2011年
- 偶像大師（新娘）
- 異國迷宮的十字路口（婦人2）
- C（江原之妻）
- 魚樂圈（美美）
- 魔乳秘劍帖（阿鈴）

2012年
- BRAVE10（三好清海〈年輕時期〉）
- 聖鬥士星矢Ω（天鶴座小町）
- 戰鬥飛輪（露西）

2014年
- 鬼燈的冷徹（石姬）
- 閃爍的青春（女教師）
- 境界觸發者（水沼老師、學生）
- ONE PIECE “3D2Y” 跨越艾斯之死! 魯夫與夥伴的誓言（蘭）

2015年
- 境界觸發者（水沼老師、國近柚宇、藤澤樹、熊谷友子）
- 那就是聲優！（小司）

2016年
- 從前有座靈劍山（阿婭）
- 美少女戰士Crystal Season III 死亡毀滅者篇（西普林、普琪洛爾）
- 數碼暴龍宇宙-應用怪獸（花嵐惠理）

2017年
- 名侦探柯南（江崎比呂）
- 狂賭之淵（沙織）

2018年
- 鬼太郎（第6作）（貓女）
- 鬼燈的冷徹 第貳期 其之貳（石姬）
- Banana Fish（眉悌・翁）
- 遙的接球（瑪莉莎、審判）

2019年
- Given（日语：ギヴン）（真冬〈幼少期〉）

2020年
- ONE PIECE（索莉提亞）
- 黑色五葉草（艾爾維拉·阿吉蕾）
- 總之就是很可愛（由崎星空〈孩提時代〉）
- 憂國的莫里亞蒂（米雪兒）

2021年
- 境界觸發者 第二季（國近柚宇、熊谷友子）
- 奇蛋物語 Wonder Egg Priority（保科梓、陽葵）
- D_CIDE TRAUMEREI THE ANIMATION（幼年純平）
- 星光魔法（皇天音[1]）

2022年
- SPY×FAMILY間諜家家酒（卡蜜拉）
- 小鳥之翼（カトリーヌ[2]）

2023年
- 躍動青春（志摩的母親）
- 開闊天空！光之美少女（一番星／艾爾蓮公主／高貴天使）
- 香格里拉·開拓異境～糞作獵手挑戰神作～（岩卷真奈）
- SPY×FAMILY間諜家家酒 Season 2（卡蜜拉）
- 明日方舟 冬隱歸路（九[3]）
- 藥師少女的獨語（河南）

2025年
- SANDA 變身聖誕老人（冬村四織[4]）

### 劇場版動畫
- 永遠の法
- ONE PIECE 沙漠的王女與海賊們
- 聖☆哥傳（孫女）
- 蠟筆小新：宇宙人Pi力來襲！！（年輕人B）
- 名偵探柯南：零的執行人（新聞主播D）

2023年
- 鬼太郎誕生 咯咯咯之謎（貓女[5]）

### OVA
- 聖鬥士星矢冥王篇－貴鬼
- 少女的秘密心事－高松奈奈實
- 純愛手札4 ORIGINAL ANIMATION－郡山知姬

### 遊戲作品
- 討鬼傳－橘花
- 戰國無雙系列（3代開始）－竹中半兵衛、綾御前
  - 戰國無雙 編年史－女主角
- 真·三國無雙5Empires－女性自創武將（無辜、冷靜）
- 無雙大蛇系列（2代開始）－竹中半兵衛、綾御前
- 北斗無雙－帕德、艾麗
  - 真·北斗無雙－帕德（少年）、艾麗、明日香
- 惡魔城 被奪走的刻印－莫妮卡
- 地下城與勇士－オフィーリア・ベイグランス、ミンタイ
- 英雄傳說VI「空之軌跡」－喬絲特·卡普亞
- 金色琴弦2－森真奈美、瀧澤美崎、若菜有沙、木村水月
- 信長之野望Online－立花誾千代
- 大航海時代Online－伊萊諾
- 真三國無雙Online－衝突娘娘
- 三國志Online
- 純愛手札4－郡山知姬
- 戰場女武神－霍馬‧皮爾羅尼
  - 戰場女武神2 加利亞王立士官學校－霍馬‧皮爾羅尼
  - 戰場女武神3－蕾拉‧皮爾羅尼
- 末世巡禮 ～再見了月之廢墟～－P.F
- ×××HOLiC－虎嗣、カンパネルラ、里見美禰子、胡蝶
- 人中之龍3－咲
- 變身！公主偶像－克莉絲
- 路尼亞戰記－アリエン・カルネス
- 飄流幻境－鈴音
- 符文工房4 - 南希
- 下天之華 - 石田佐吉
- Crash Fever - 牛頓
- Fate/Grand Order－芝諾比亞
- 任天堂明星大亂鬥 特別版（Mii鬥士〈類型2、12〉）

### 外國影片
- 荷頓奇遇記（魯迪）
- 廣告狂人

### 旁白
- 櫸字、會寫嗎?
- 轉角就是櫻坂？

## 外部連結
- 事務所公開簡歷 （页面存档备份，存于） （日語）
- 庄司 宇芽香的X（前Twitter）

1. ↑  . まんたんウェブ. 2021-08-20  [2021-08-20]. （原始内容存档于2022-04-16）.
2. ↑  . TVアニメ『BIRDIE WING -Golf Girls' Story-』公式サイト（バーディーウイング）.   [2022-04-06]. （原始内容存档于2022-04-05）.
3. ↑  . Comic Natalie. 2023-09-20  [2023-09-20]. （原始内容存档于2023-09-29） （日语）.
4. ↑  . Comic Natalie. 2025-06-06  [2025-06-06] （日语）.
5. ↑  . Comic Natalie. 2023-09-06  [2023-09-06]. （原始内容存档于2023-09-06） （日语）.